# Presque célèbre
Pour plus de détails, voir Fiche technique et Distribution.
Presque célèbre (Almost Famous) est un film américain d'inspiration autobiographique écrit et réalisé par Cameron Crowe, sorti en 2000.

## Synopsis
William Miller, un adolescent précoce, est fan de rock et particulièrement des groupes sélectionnés par sa grande sœur dans sa boîte à vinyles. Celle-ci quitte le foyer maternel pour devenir hôtesse de l'air et l'attention se centre alors sur le regard de ce jeune fan de rock 'n' roll - journaliste en herbe - qui hérite de l'ensemble des 33 tours de sa sœur. William réussit, malgré son jeune age, à se faire embaucher par le magazine Rolling Stone qui l'envoie suivre la tournée de Stillwater, un groupe de rock en pleine ascension. Durant ce voyage, il se lie d'amitié avec les membres du groupe, partage l'excitation des concerts, la reconnaissance de la foule, les jalousies et les rancœurs. Mais il découvre aussi l'univers des stars du rock, un monde loin de la réalité, bercé par la drogue, les groupies et la musique. Il fera connaissance avec Penny Lane, une jeune groupie qui participe à la tournée: elle lui révélera le côté "cool" du rock et ses détours savoureux.

## Fiche technique
Sauf indication contraire, les informations mentionnées dans cette section peuvent être confirmées par les bases de données cinématographiques IMDb et Allociné,  présentes dans la section « Liens externes ».
- Titre original : Almost Famous
- Titre français : Presque célèbre
- Réalisation : Cameron Crowe
- Scénario : Cameron Crowe
- Musique : Nancy Wilson
- Direction artistique : Clay A. Griffith, Clayton Hartley et Virginia L. Randolph
- Décors : Robert Greenfield
- Costumes : Betsy Heimann
- Photographie : John Toll
- Son : Doug Hemphill, Rick Kline, Paul Massey, Michael D. Wilhoit
- Montage : Joe Hutshing et Saar Klein
- Production : Ian Bryce et Cameron Crowe
  - Production associée : Marty P. Ewing, Scott M. Martin, Steven P. Saeta et Jerry Ziesmer
  - Coproduction : Lisa Stewart
- Sociétés de production : Vinyl Films, présenté par Columbia Pictures et Dreamworks Pictures
- Société de distribution : DreamWorks Distribution (États-Unis) ; Columbia TriStar Films (France) ;
- Budget : 60 millions de $[2],[3]
- Pays de production :  États-Unis
- Langues originales : anglais, français
- Format : couleur (Technicolor) — 35 mm — 1,85:1 (Panavision) — son DTS / Dolby Digital / SDDS
- Genre : comédie dramatique, musical, aventure
- Durée : 122 minutes ; 162 minutes (Director's cut aux États-Unis)
- Dates de sortie[4] :
  - Québec : 13 septembre 2000[5]
  - États-Unis : 13 septembre 2000 (sortie limitée) ; 22 septembre 2000 (sortie nationale)
  - France, Belgique, Suisse romande : 21 mars 2001[6],[7],[8]
- Classification[9] :
  - États-Unis : les enfants de moins de 17 ans doivent être accompagnés d'un adulte (R – Restricted)[N 1]
  - France : tous publics[10]
  - Belgique : tous publics (Alle Leeftijden)[7]
  - Suisse romande : interdit aux moins de 12 ans[11]
  - Québec : tous publics - déconseillé aux jeunes enfants (G - General Rating)[5]

## Distribution
Note et légende : 1er doublage de la version cinéma (2000), DVD et télévisée (2001 et 2002) + VOD (depuis 2019) ; 2e doublage de la version DVD Director's cut (2008).
- Billy Crudup (VF : Boris Rehlinger ; idem) : Russel Hammond
- Frances McDormand (VF : Isabelle Leprince ; idem) : Elaine Miller
- Kate Hudson (VF : Barbara Delsol ; Dorothée Pousséo) : Penny Lane
- Jason Lee (VF : Jérôme Pauwels ; idem) : Jeff Bebe
- Patrick Fugit (VF : Christophe Lemoine ; Donald Reignoux) : William Miller
- Zooey Deschanel (VF : Virginie Méry ; Céline Ronté) : Anita Miller
- Anna Paquin (VF : Charlotte Vermeil ; Alexandra Garijo) : Polexia Aphrodisia
- Fairuza Balk (VF : Dorothée Pousséo ; Ingrid Donnadieu) : Sapphire Loveson
- Noah Taylor (VF : Michel Mella ; Emmanuel Karsen) : Dick Roswell
- John Fedevich : Ed Vallencourt
- Mark Kozelek : Larry Fellows
- Philip Seymour Hoffman (VF : Jacques Frantz ; Julien Kramer) : Lester Bangs
- Liz Stauber (VF : Valérie Siclay) : Leslie
- Jimmy Fallon (VF : Thierry Wermuth ; Jérémy Prévost) : Dennis Hope
- Olivia Rosewood (VF : Ilana Castro) : Beth, la femme de Denver
- Bijou Phillips (VF : Céline Mauge ; Kelly Marot) : Estrella Starr
- Mark Pellington (VF : Philippe Catoire ; idem) : Freddy
- Eion Bailey (VF : Mathias Casartelli ; Damien Ferrette) : Jann Wenner
- Terry Chen (VF : Tony Joudrier ; Laurent Morteau) : Ben Fong-Torres
- Rainn Wilson (VF : Marc Perez ; idem) : David Felton
- Erin Foley (VF : Laurence Crouzet ; Barbara Beretta) : Alison, la vérificatrice de Rolling Stones Magazine
- Jesse Caron (VF : Pascal Nowak) : Darryl
- Jay Baruchel (VF : Taric Méhani ; idem) : Vic Munoz
- Pauley Perrette (VF : Odile Schmitt) : Alice Wisdom
- Peter Frampton : Reg
- Zack Ward (VF : Gérard Surugue ; Rémi Bichet) : le « légendaire » Red Dog
- Kevin Sussman : Lenny
- Alice Marie Crowe (VF : Danièle Hazan) : Mme Deegan
- Michael Angarano (VF : Arthur Douieb) : William Miller jeune
- William Mapother : le barman (scènes coupées)
- Bodhi Elfman : le manager d'Alice (scènes supplémentaires, Director's cut uniquement)
- Kyle Gass (VF : Marc Lesser) : Quince Allen (scènes supplémentaires, Director's cut uniquement)

 Source et légende : version française (VF) sur RS Doublage et selon le carton du doublage français sur le DVD zone 2.

## Accueil

### Accueil critique
Le Monde déplore que le film « ne laisse couler que le lait de la bonté humaine » pour décrire l'univers des tournées des groupes de rocks dans les années 70, une idée qui ne fonctionne que « par instants grâce au sens comique de Cameron Crowe ». Le film se montre finalement incapable de dépeindre et d'expliquer le culte de la personnalité que ces groupes ont suscité, ni de retrouver les grands moments musicaux où se jouaient la grande aventure du rock'n'roll.

### Box office
- Box-office  États-Unis : 32 522 352 dollars[14]
- Box-office  France : 156 656 entrés[15]
- Box-office  Mondial : 47 371 191 dollars[14]

## Distinctions

### Récompenses

#### 2001
- AFI Awards : film de l'année
- British Academy Film and Television Arts Awards :
  - British Academy Film Award du meilleur scénario original pour Cameron Crowe
  - British Academy Film Award du meilleur son pour Doug Hemphill, Rick Kline, Paul Massey, Jeff Wexler et Michael D. Wilhoit
- Golden Globes :
  - Golden Globe du meilleur film musical ou comédie
  - Golden Globe de la meilleure actrice dans un second rôle pour Kate Hudson
- Oscars : Oscar du meilleur scénario original pour Cameron Crowe
- Online Film Critics Society Awards :
  - Meilleur film
  - Meilleur acteur dans un second rôle pour Philip Seymour Hoffman
  - Meilleure actrice dans un second rôle pour Kate Hudson
  - Meilleur scénario pour Cameron Crowe
  - Meilleure distribution pour Fairuza Balk, Billy Crudup, Patrick Fugit, Philip Seymour Hoffman, Kate Hudson, Jason Lee, Frances McDormand et Noah Taylor
  - Les dix meilleurs films de l'année (1re place)

### Nominations

#### 2001
- British Academy Film and Television Arts Awards :
  - Meilleur film pour Ian Bryce et Cameron Crowe
  - Meilleure actrice pour Kate Hudson
  - Meilleure actrice dans un second rôle pour Frances McDormand
  - Meilleur son pour Doug Hemphill, Rick Kline, Paul Massey, Jeff Wexler et Michael D. Wilhoit
- Golden Globes :
  - Meilleure actrice dans un second rôle pour Frances McDormand
  - Meilleur scénario pour Cameron Crowe
- Online Film Critics Society Awards :
  - Meilleur réalisateur pour Cameron Crowe
  - Meilleure actrice dans un second rôle pour Frances McDormand
  - Meilleur début / percée cinématographique pour Patrick Fugit
  - Meilleur début / percée cinématographique pour Kate Hudson
- Oscars :
  - Meilleure actrice dans un second rôle pour Kate Hudson
  - Meilleure actrice dans un second rôle pour Frances McDormand
  - Meilleur montage pour Joe Hutshing et Saar Klein
- Screen Actors Guild Awards
  - Meilleure actrice dans un second rôle pour Kate Hudson
  - Meilleure actrice dans un second rôle pour Frances McDormand
  - Meilleure distribution pour Fairuza Balk, Billy Crudup, Patrick Fugit, Philip Seymour Hoffman, Kate Hudson, Jason Lee, Frances McDormand, Anna Paquin et Noah Taylor

#### 2002
- Online Film Critics Society Awards : meilleur DVD dans son ensemble

### Sélections
- Festival international du premier film d'Annonay 2011 : artistes à l'écran pour Cameron Crowe

## Autour du film
Le film est fondé sur les souvenirs de Cameron Crowe qui, à seize ans en 1973, avait été embauché par le bimensuel Rolling Stone. Il a suivi les grands groupes de l'époque en tournée, dont Led Zeppelin ,les Eagles ou encore The Allman Brothers Band.
Dans le film, l'affiche de Stillwater est un démarquage exact de la pochette du Live At Fillmore East de The Allman Brothers Band.
Le personnage de Lester Bangs, interprété par Philip Seymour Hoffman, est un rock critic célèbre et bien réel.